# Roca Catedral

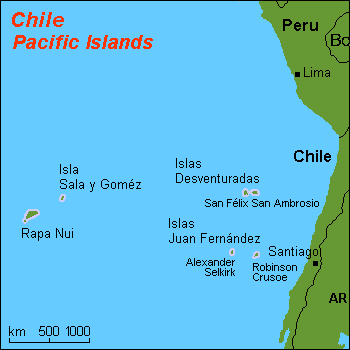
lägeskarta

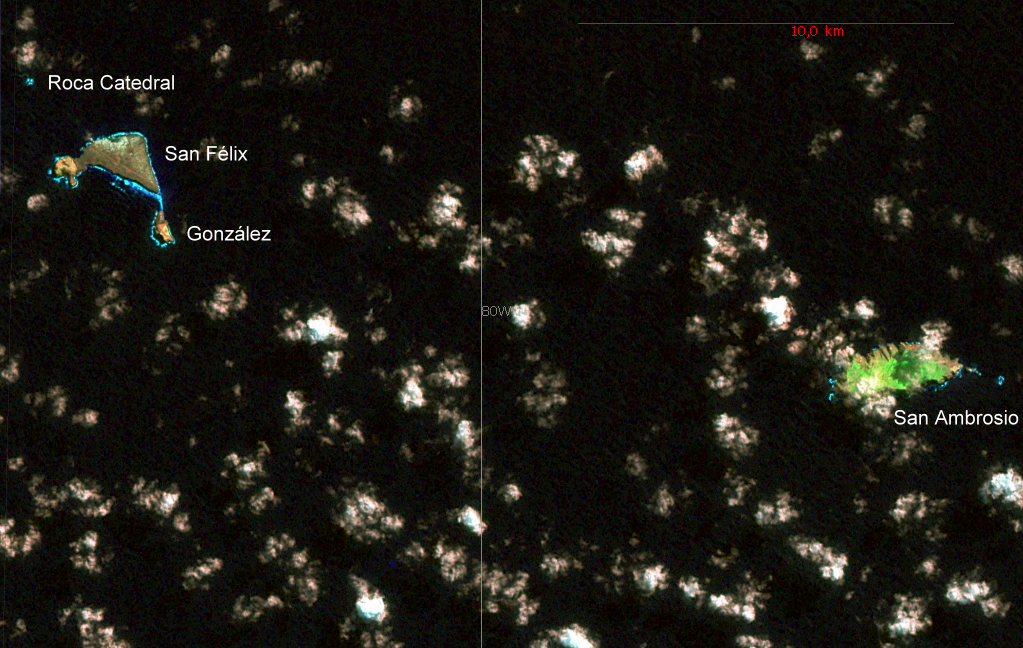
Desventuradasöarna

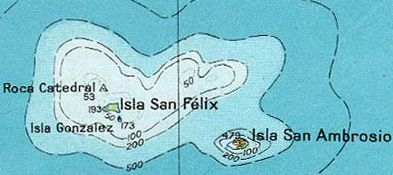
karta över Desventuradasöarna, Roca Catedral till vänster

Roca Catedral ("Katedralklippan", spanska Roca Catedral de Peterborough  ) är en liten ö i sydöstra Stilla havet som tillhör Chile.

## Geografi
Roca Catedral är en liten grupp klippöar bland Desventuradasöarna och ligger cirka 850 kilometer utanför Chiles kust väster om hamnstaden Huasco och ca 780 km norr om Juan Fernández-öarna.
Klipporna är av vulkaniskt ursprung och har en areal om ca 0,01 km² (1 ha) och de ligger ca 2 km nordväst om huvudön Isla San Félix. Mellan öarna löper en undervattensbank Rada San Félix. Denna sandbank lämpar sig som ankarplats ca 700 m från huvudklippan.
Den högsta höjden ligger på ca 53 m ö.h.
Ön utgör en del i "comuna" Valparaíso (kommun) i provinsen Valparaíso varifrån även Juan Fernández-öarna och Påskön förvaltas. Ön saknar sötvatten men är en viktig boplats för sjöfåglar och havet är rik på fisk.

## Historia
Desventuradasöarna har troligen alltid varit obebodda och upptäcktes den 8 november 1574 av spanske sjöfararen Juan Fernández.
Möjligen upptäcktes området dock redan 1521 av portugisiske Ferdinand Magellan.
Öarna ligger inom den neotropiska regionen och är numera ett naturreservat "Parque Nacional Archipiélago de Islas Desventuradas".